# Drosophila matae
Drosophila matae este o specie de muște din genul Drosophila, familia Drosophilidae, descrisă de Tsacas în anul 1980.
Este endemică în Zaire. Conform Catalogue of Life specia Drosophila matae nu are subspecii cunoscute.